# Гринвил (Алабама)
Гринвил (енгл. Greenville) град је у америчкој савезној држави Алабама. По попису становништва из 2010. у њему је живело 8.135 становника.

## Демографија
Према попису становништва из 2010. у граду је живело 8.135 становника, што је 907 (12,5%) становника више него 2000. године.
| Група             | 2000.         | 2010.         |
| Белци             | 3.636 (50,3%) | 3.349 (41,2%) |
| Афроамериканци    | 3.492 (48,3%) | 4.511 (55,5%) |
| Азијати           | 26 (0,4%)     | 147 (1,8%)    |
| Хиспаноамериканци | 62 (0,9%)     | 102 (1,3%)    |
| Укупно            | 7.228         | 8.135         |